# The Tide
The Tide foi uma banda de Los Angeles, Califórnia formada em 2015. Eles foram o primeiro ato contratado pela Steady Records, gravadora fundada por The Vamps em associação com a EMI e Universal em 2015. 

## História

### 2015: Formação e turnê com The Vamps
Os quatro integrantes se juntaram quando The Vamps anunciou em novembro de 2014 em que estavam à procura de um guitarrista e um baterista entre 18 e 20 anos para um "projeto secreto com uma banda que eles estavam trabalhando". Em 26 de fevereiro de 2015, The Vamps anunciou a criação da gravadora e que The Tide havia sido contratada por eles. No mesmo dia, foi ao ar o primeiro cover da banda em seu canal no YouTube.
Ainda em fevereiro de 2015, The Vamps anunciou que a The Tide abriria sua turnê pela Europa e América do Norte.
Em setembro do mesmo ano, foi anunciado que The Tide também abriria os fanfests organizados pelo The Vamps para a divulgação de seu segundo álbum, chamado Wake Up, em outubro e novembro.

### 2016:Young LoveeClick My Fingers
Em 2016, The Tide também está sendo ato de abertura da Wake Up World Tour, primeira turnê mundial do The Vamps.
O single de estreia da banda, "Young Love" foi lançado em 24 de março de 2016. Já o segundo single da banda, "Click My Fingers" foi lançado em 14 de agosto do mesmo ano.
Em 15 de novembro, foi lançado o EP Click My Fingers, contendo o segundo single da banda em suas versões original e acústica e três faixas inéditas.

### 2017:Put The Cuffs On Me
Em 31 de março de 2017, The Tide lançou seu terceiro single, "Put The Cuffs On Me". A canção também possui versões alternativas cantadas por outros integrantes.

## Integrantes

### Austin Corini
Austin Anthony Corini (Los Angeles, 26 de dezembro de 1995) toca guitarra e faz os vocais principais.  Antes da banda, ele postava covers em seu canal no YouTube e participou do The X Factor USA 2012, no grupo Playback.

### Drew Dirksen
Drew Tilanus Dirksen (Ohio, 30 de setembro de 1997) toca a guitarra principal e faz os vocais de apoio. Dirksen e Nate Parker frequentavam a mesma escola e se conheciam antes do resto da banda. Ele fez parte de uma banda chamada All The Above junto com Nate em 2013.

### Levi Jones
Levi Matthew Jones (Pensilvânia, 21 de novembro de 1997) toca baixo e faz os vocais de apoio. Antes de entrar para a The Tide, ele fez parte de uma banda chamada Almost Adults. Também tinha o seu próprio canal no YouTube, onde postava covers.

### Nate Parker
Sergi "Nate" Kahol Parker (Kiev, 26 de setembro de 1998) toca bateria e faz os vocais de apoio. Parker e Drew Dirksen frequentaram a mesma escola e fizeram parte de uma banda chamada 'All The Above' mesmo nome de sua banda quando estudava música em Portugal em 2012, apesar de não parecer sua primeira experiência musical foi tocando na Orquestra de Sintra.

## Discografia

### Singles
| Título                | Data de lançamento   |
| --------------------- | -------------------- |
| "Young Love"          | 24 de março de 2016  |
| "Click My Fingers"    | 12 de agosto de 2016 |
| "Put The Cuffs On Me" | 31 de março de 2017  |

### Extended plays
- Click My Fingers (2016)[6]

1. Click My Fingers - 3:19
2. What You Give - 3:07
3. Holding On To You - 2:42
4. The One You Want -3:47
5. Click My Fingers (Versão acústica) - 3:14

## Turnês

### Principal
- Click My Fingers Tour (2016)

### Suporte
- The Vamps - Arena Tour 2015 (abril e maio de 2015 - Europa)
- The Vamps - USA Tour 2015 (julho e agosto de 2015 - Estados Unidos e Canadá) [8]
- The Vamps - European Fanfests Tour 2015 (outubro e novembro de 2015 - Europa)
- The Vamps  - Wake Up World Tour (2016 - Austrália, Ásia, Europa e América do Sul) [9]
- The Vamps - UK / Ireland Tour 2017 (abril e maio de 2017 - Reino Unido e Irlanda)